# 외분비계

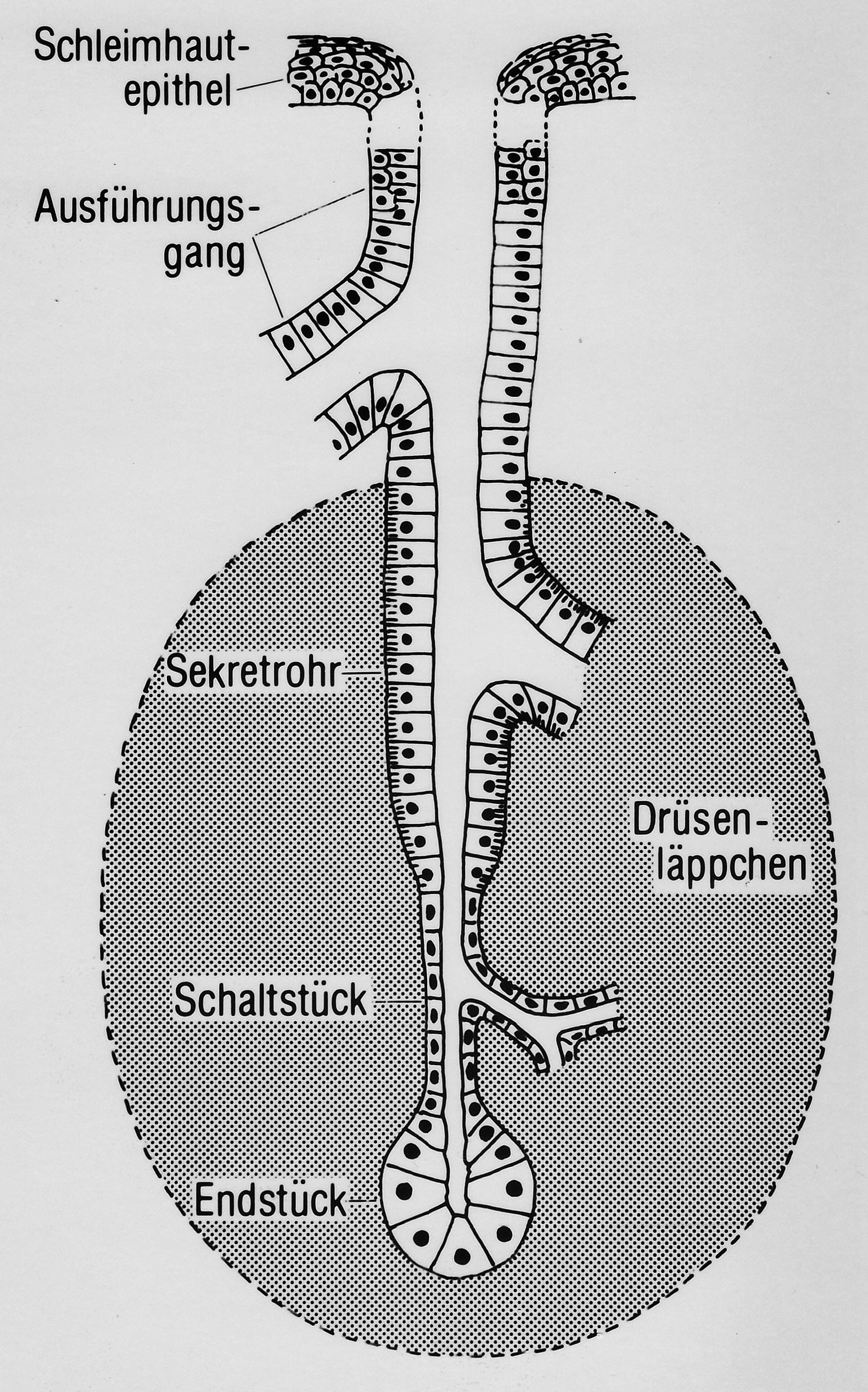
외분비계통

외분비계(exocrine system) 또는 외분비샘(exocrine gland)은 물질을 만들고 관을 이용하여 상피 표면으로 분비하는 샘들이다. 예를 들어서 외분비샘은 땀, 침, 젖샘, 귀지, 눈물, 피지선, 그리고 점액을 말한다. 외분비샘은 인체에 있는 두 가지 유형의 샘 중에 하나를 말하며, 다른 하나는 내분비샘이며, 이것은 혈액으로 직접 물질을 분비한다. 간과 췌장은 내분비샘이자 외분비샘인데, 그 기관들은 관의 일종인 위장관으로 물질-담즙과 췌액-을 분비하기 때문에 외분비샘이고, 다른 물질들은 직접 혈관으로 분비하기 때문에 내분비샘이다.

## 분류

### 구조에 따른 분류
외분비샘은 선 부분과 관 부분을 포함하는데, 이러한 구조들은 외분비샘을 분류하는데 사용된다.
- 관 부분은 분지가 있거나(복합형) 분지가 없는 것(단순형)으로 나뉜다.
- 선 부분은 대롱형(tubular)이거나 꽈리형(acinar) 아니면, 두 가지를 혼합한 형태(대롱꽈리형)으로 구분한다. 만일 선 부분이 분지가 있다면, 그 샘은 분지샘이라고 부른다.

### 분비 방법에 따른 분류
외분비샘은 물질을 어떻게 분비하는지에 따라서 부분분비샘(apocrine gland),온분비샘(holocrine glands), 샘분비샘(merocrine gland)으로 구분한다.
- 샘분비샘 - 세포들은 외포작용(exocytosis)에 의하여 물질을 분비한다. 예를 들면, 이자외분비세포(pancreatic acinar cell)가 있다.
- 부분분비샘 - 분비세포에서 일부가 떨어져 나온 것이 분비물이 되는 방식[5]으로 여기에 속하는 것 중에는 젖샘이 있다.
- 온분비샘 - 분비세포가 모두 파괴되어 분비물을 분비하는 방식으로[6], 여기에 속하는 것 중에는 피부와 코의 피지선이 여기에 속한다.

### 분비 물질 따른 분류
- 장액세포은 단백질과 효소를 분비한다. 예를 들면, 위의 주세포(gastric chief cell)와 파네스세포(Paneth cell)가 여기에 속한다.
- 점액세포은 점액을 분비한다. 예를 들면, 브루너샘(Brunner's gland), 식도의 샘, 그리고 위날문샘(pyloric gland)이 여기에 속한다.
- 혼합샘은 단백질과 점액을 둘 다 분비한다. 예를 들어, 침샘, 귀밑샘, 혀밑샘, 턱밑샘 등을 포함하는데, 귀밑샘과 턱밑샘의 경우에는 대개는 장액과 많이 섞어서 나오고, 혀밑샘은 점액과 많이 섞어서 나온다.

## 같이 보기
- 외분비샘
- 내분비계
- 내분비샘
- 해부학
- 땀샘
- 망울요도샘
- 스킨샘
- 젖샘
- 전립샘
- 전미골부샘
- 점액
- 정낭
- 침샘
- 코딱지
- 큰질어귀샘
- 인체 내에 있는 샘 목록

## 관련 사진

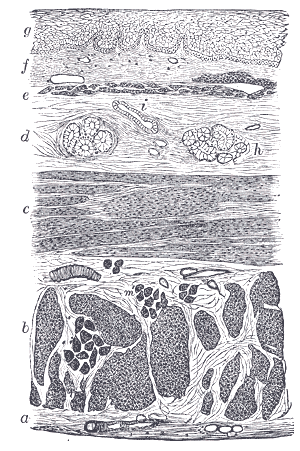
인간의 식도 부분.
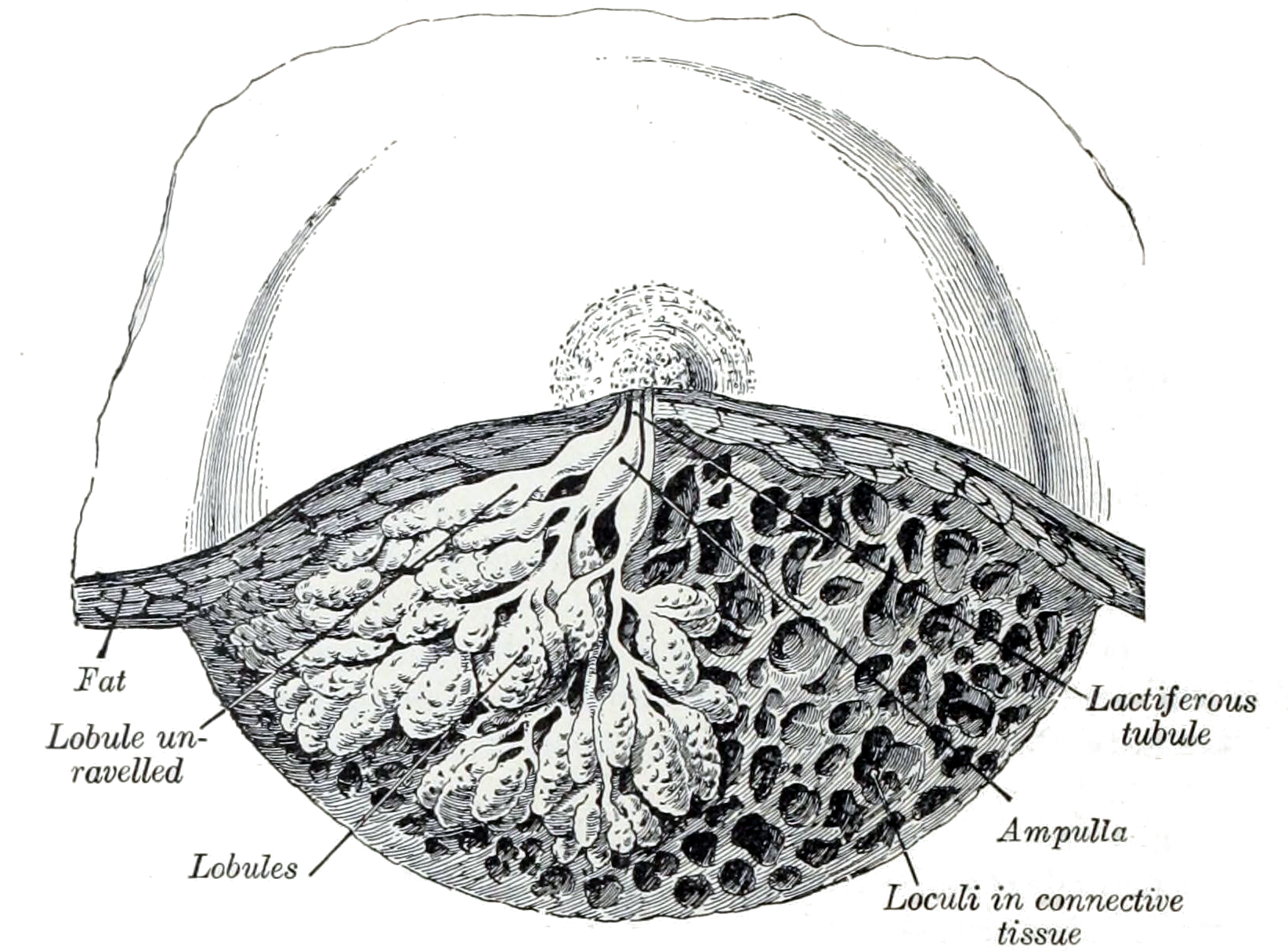
유선종의 해부